# Гриньяско
Гриньяско (итал. Grignasco) — коммуна в Италии, располагается в регионе Пьемонт, в провинции Новара.
Население составляет 4704 человека (2008 г.), плотность населения составляет 336 чел./км². Занимает площадь 14 км². Почтовый индекс — 28075. Телефонный код — 0163.
В коммуне 15 августа особо празднуется Успение Пресвятой Богородицы.

## Демография
Динамика населения:

## Города-побратимы
- Пон-Сент-Максанс, Франция

## Администрация коммуны
- Официальный сайт: http://www.comune.grignasco.no.it